# Julcán (La Libertad)
Julcán es una ciudad peruana capital del distrito y de la provincia homónimos, ubicada en la parte central andina del departamento de La Libertad. Según el censo de 2017 tenía 2660 hab.
Se encuentra en una región dedicada a la agricultura y es un centro importante de abastecimiento de alimentos para la ciudad de Trujillo.

## Clima
La temperatura media anual en Julcán es 9.5 °C. Se caracteriza por tener un clima templado y cálido.
| Parámetros climáticos promedio de Julcán | Parámetros climáticos promedio de Julcán | Parámetros climáticos promedio de Julcán | Parámetros climáticos promedio de Julcán | Parámetros climáticos promedio de Julcán | Parámetros climáticos promedio de Julcán | Parámetros climáticos promedio de Julcán | Parámetros climáticos promedio de Julcán | Parámetros climáticos promedio de Julcán | Parámetros climáticos promedio de Julcán | Parámetros climáticos promedio de Julcán | Parámetros climáticos promedio de Julcán | Parámetros climáticos promedio de Julcán | Parámetros climáticos promedio de Julcán |
| Mes                                      | Ene.                                     | Feb.                                     | Mar.                                     | Abr.                                     | May.                                     | Jun.                                     | Jul.                                     | Ago.                                     | Sep.                                     | Oct.                                     | Nov.                                     | Dic.                                     | Anual                                    |
| ---------------------------------------- | ---------------------------------------- | ---------------------------------------- | ---------------------------------------- | ---------------------------------------- | ---------------------------------------- | ---------------------------------------- | ---------------------------------------- | ---------------------------------------- | ---------------------------------------- | ---------------------------------------- | ---------------------------------------- | ---------------------------------------- | ---------------------------------------- |
| Temp. máx. media (°C)                    | 17.3                                     | 16.7                                     | 16.9                                     | 16.6                                     | 16.8                                     | 17.4                                     | 17.6                                     | 17.3                                     | 17.5                                     | 17.2                                     | 17.4                                     | 17.7                                     | 17.2                                     |
| Temp. media (°C)                         | 10.8                                     | 10.4                                     | 10.4                                     | 9.9                                      | 8.9                                      | 8.3                                      | 8.3                                      | 8.3                                      | 9.1                                      | 9.6                                      | 9.8                                      | 10.2                                     | 9.5                                      |
| Temp. mín. media (°C)                    | 4.3                                      | 4.2                                      | 4                                        | 3.3                                      | 1.1                                      | -0.8                                     | -1                                       | -0.7                                     | 0.7                                      | 2.1                                      | 2.2                                      | 2.7                                      | 1.8                                      |
| Precipitación total (mm)                 | 78                                       | 82                                       | 131                                      | 66                                       | 29                                       | 11                                       | 7                                        | 17                                       | 26                                       | 58                                       | 44                                       | 51                                       | 600                                      |
| Fuente: climate-data.org                 |                                          |                                          |                                          |                                          |                                          |                                          |                                          |                                          |                                          |                                          |                                          |                                          |                                          |